# 開元音
開元音是一類將舌頭盡可能放低、遠離上顎的元音，故亦稱低元音。世界上98%的語言都有開元音，除了少數語言如Hinónoʼeitíít。

## 開元音分類
- 開前不圓唇元音 [a]
- 開前圓唇元音 [ɶ]
- 開央不圓唇元音 [ä]
- 開後不圓唇元音 [ɑ]
- 開後圓唇元音 [ɒ]

## 元音歸類
語音學中，「低元音」有時可以指任何比中元音更開的元音，即，次開元音，半開元音及開元音都可視作低元音。